# Eduardo Gianarelli
Eduardo Martín Gianarelli (Montevideo, 20 de noviembre de 1985), conocido como El Colo Gianarelli o simplemente El Colo, es un presentador de televisión, profesor, bailarín y carnavalero uruguayo.

## Carrera

### En carnaval
Comenzó en el ámbito del carnaval a los 13 años en Rebelión, donde ganó el premio Revelación. En el 1999 participó en los humoristas Los Carlitos, también ganando el premio. En el 2000 salió junto a Julio "Kanela" Sosa en Kanela y su Baracutanga.
Desde el año 2010 forma parte del grupo de parodistas Los muchachos, estando a cargo de los ensayos y la dirección.

### En televisión
Comenzó en televisión a la temprana edad de 12 años haciendo comerciales, producidos por la empresa Unidad Publicitaria, para las marcas Sirte naranja, El Observador, Ricardito, Portezuelo, entre otras. En el año 1997 formó parte del programa infantil Jugo de colores, actuando en sketchs junto a Pichu Straneo, Analaura Barreto, etc.
En 2009 volvió a la televisión siendo móvilero del programa Agitando de Canal 4, conducido por Omar Gutiérrez. Meses después, Gutiérrez abandona el programa y Gianarelli pasa a la conducción, siendo acompañado por Matías Rosende y Cinthya Durán en sus inicios, y luego por Analaura Barreto y Pablo Magno. El programa fue finalizado por decisión del canal el 31 de julio de 2021, tras 12 temporadas ininterrumpidas. Meses después, el 20 de noviembre de 2021, comenzó a conducir Dale que va junto con Pablo Magno por la pantalla de Canal 10, con el mismo horario, producción y formato del anterior programa. En 2022 forma parte del personal de participantes de la tercera temporada de la edición con celebridades de MasterChef Uruguay. Desde 2022 conduce Pasión de Carnaval por VTV (Uruguay), en producción de Tenfield; cubriendo el lugar que deja vacante quien fue su conductor durante muchos años, Jorge Echagüe.
Desde enero de 2024 es conductor del magazine matutino de Canal 10, La mañana en casa junto a Petru Valensky y Eliana Dide.  A fines de mayo de 2024 fichó como presentador de la nueva temporada de la versión amateur de MasterChef Uruguay.

### Otros trabajos
En el año 2018 se recibió de profesor de matemáticas en el Instituto de Profesores Artigas (IPA).

## Filmografía
| Año           | Título                       | Rol                   | Canal          |
| ------------- | ---------------------------- | --------------------- | -------------- |
| 1997          | Jugo de colores              | Actor en sketchs      | Canal 4        |
| 2009          | Agitando                     | Movilero              | Canal 4        |
| 2010-2021     | Agitando                     | Coconductor           | Canal 4        |
| 2021-2024     | Dale que va                  | Conductor             | Canal 10       |
| 2022          | MasterChef Celebrity Uruguay | Participante; Ganador | Canal 10       |
| 2022-presente | Pasión de Carnaval           | Conductor             | VTV - Tenfield |
| 2024-presente | MasterChef Uruguay           | Conductor             | Canal 10       |
| 2024-presente | La mañana en casa            | Conductor             | Canal 10       |